# Lambert (comte de Valentinois)
Lambert est un comte de Valentinois (Valence), de la fin du Xe siècle.

## Biographie
Lambert est mentionné pour la première fois, selon l'historien régional Jules Chevalier, vers 962 et il est considéré comme le nouveau comte de Valentinois (Valence) (Lambertus comes), à la suite de Geilin Ier. Il s'agit d'un acte répertorié par le Cartulaire de l'abbaye de Saint-Chaffre,. Les documents actuels ne permettent pas de rapprocher Lambert du comte précédent, bien que présents sur le même territoire et à la même périodes,.
Son nom est principalement lié à la fondation du monastère de Saint-Marcel-lès-Sauzet, dit Félines,,,. L'acte correspond à une donation faite aux bénédictins de Cluny pour la reconstruction du monastère de Saint-Marcel-lès-Sauzet, dit Félines, (Chartes de Cluny, no 1715, Charta qua Lambertus ejusque uxor Falectrudis dant monasterio sancti Marcelli duos montes qui vocantur Alavenca et Media Luna, in comitatu Valentinensi). Cette donation correspond à deux monts, L'Avalanche et Milune, dans le comté de Valentinois. Ces possessions familiales font ainsi dire qu'il possède très probablement le titre de comte correspondant au Valentinois,,.
Lambert est mentionné dans cet acte daté du 27 juin 985, aux côtés de son épouse, Falectrude (Lambertus ejusque uxor Falectrudis), et de ses deux fils, Ademar/Adhémar/Aimar et Lambert (pro filiis nostris Ademaro atque Lanberto),,. La donation se fait notamment pour le repos de l'âme de ses parents, Gunthard/Gontard, et Ermengarde/Hermengarde (patris mei Guntardi et pro matre mea Ermengarda),,. Gunthard/Gontard est probablement un personnage important dans l'espace carolingien pour que son fils puisse prétendre au titre de comte.
Le couple est mentionné dans un second acte, plus tardif, dans lequel le roi Conrad confirme les libéralités et apporte sa protection au dit monastère.
Les historiens, dont Jules Chevalier, concluent que le comte ne semble pas avoir survécu longtemps à ce dernier acte de juin 985,. Son fils, Ademar/Adhémar/Aimar, hérite du titre, tandis que son autre fils, Lambert, montera sur le trône éspicopale de Valence (v. 997),.

## Filiation
À partir de ces différents actes,, une filiation familiale peut être proposée :
- Gunthard/Gontard.
- ∞ Ermengarde/Hermengarde.
  - Lambert (Lambertus), comte (seul enfant du couple connu).
  - ∞ Falectrude (Falectrudis), dont 2 fils.
    - Ademar/Adhémar/Aimar, comte.
    - ∞ Rothilde (Roteldis) dont 4 fils[9].
      - Hugues, héritier du titre, mais aucun acte ne le mentionne, dont 3 fils[10],[11] (*).
        - Guillaume.
        - Adhémar.
        - Lambert.

      - Ponce, évêque de Valence.
      - Lambert.
      - Gontard.
      - Géraud.

    - Lambert, évêque de Valence.

(*) Chevalier, par conjecture, fait de Hugues de la Charte de Cluny no 3010 le père d'Adhémar de Monteil, évêque du Puy, de Lambert François, seigneur de Peyrins (présent dans de nombreuses chartes du Cartulaire de l'abbaye de Saint-Barnard de Romans) et de Guillaume Hugues, seigneur de Monteil et auteur de la tige des seigneurs de Monteil (voir Maison d'Adhémar).